# Fuchsscheitelvireo

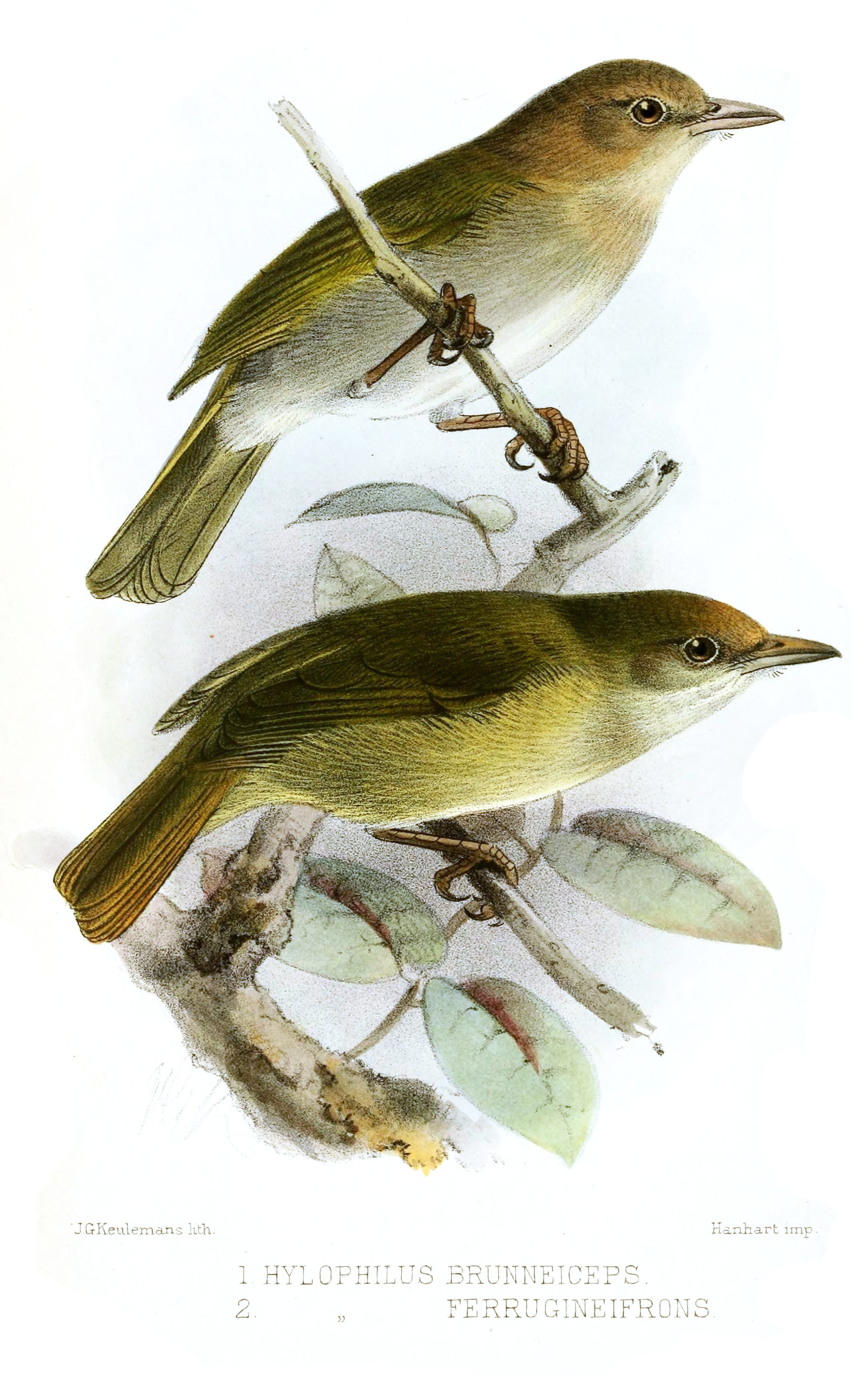
H. o. brunneiceps (oben);
H. o. ferrugineifrons (unten)

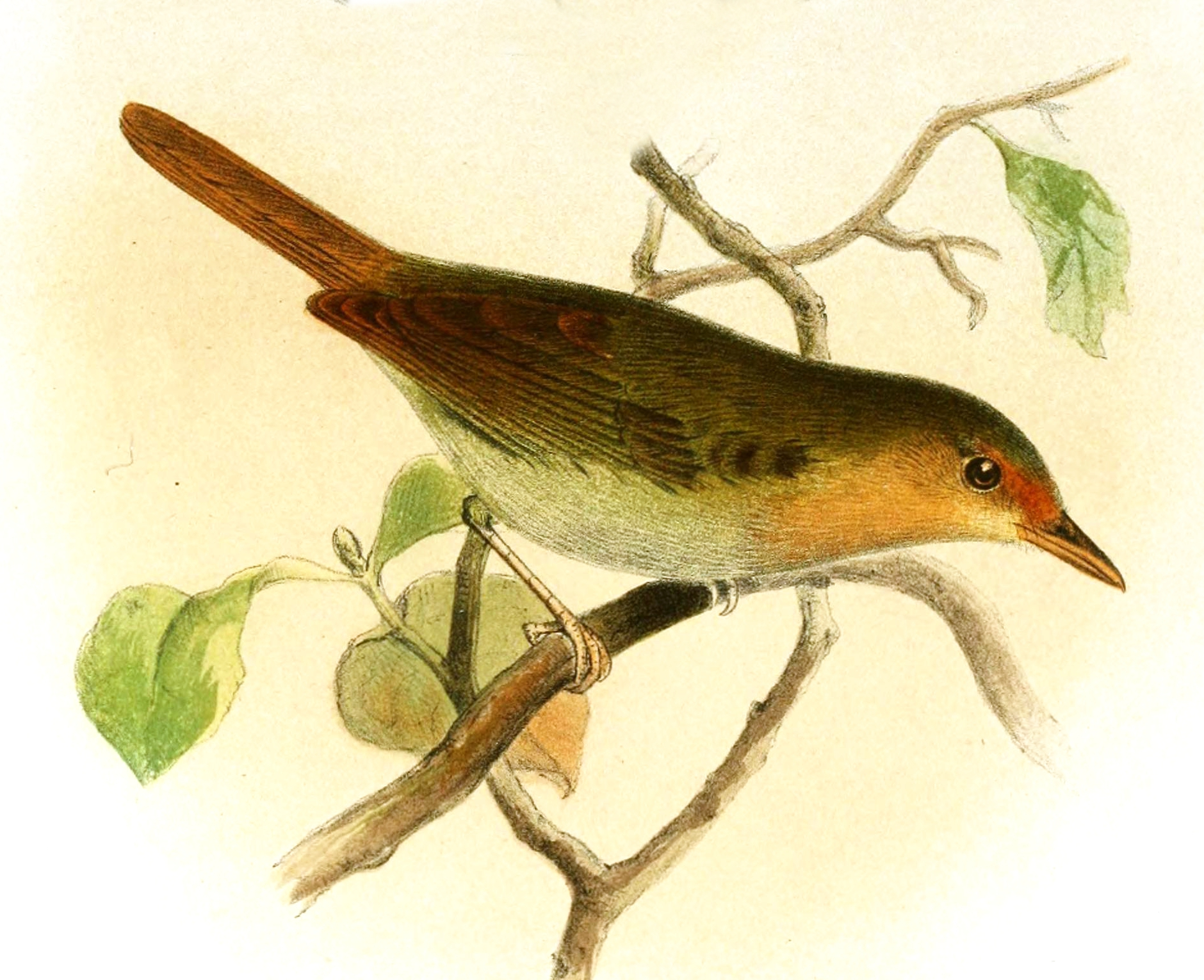
H. o. rubrifrons

Der Fuchsscheitelvireo (Hylophilus ochraceiceps, Syn.: Tunchiornis ochraceiceps), auch Braunkopf-Hylophilus genannt, ist ein in Mittelamerika und im nördlichen Südamerika weit verbreiteter Vertreter der Singvögel aus der Familie der Vireos.

## Merkmale
Der Fuchsscheitelvireo erreicht eine Länge von 9,5 bis 12,5 cm bei einem Gewicht von 8,4 bis 13,5 g. Die Vögel sind auf dem Rücken olivbraun gefärbt, an den Seiten mehr grünlich. Der Bauch ist matt gelbgrau gefärbt. Namensgebend für die Vogelart ist die fuchsrote Kopfoberseite. Die Unterseiten der Flügel sind matt gelb. Iris ist bei den meisten Unterarten hellgrau, bei H. o. rubrifrons und H. o. lutescens aber dunkel. Der Schnabel ist grau, wobei der Unterschnabel hell ist als der Oberschnabel. Beine und Füße sind fleischfarben. Beide Geschlechter unterscheiden sich farblich nicht. Bei Jungvögeln ist die Iris dunkler und die Bauchseite ist ockerfarben.

## Unterarten und Verbreitung
Folgende Unterarten werden laut IOC World Bird List unterschieden:
- Hylophilus ochraceiceps ochraceiceps Sclater, PL, 1860 Die Nominatform kommt vom Süden Mexikos über Belize und den Norden Guatemalas vor.
- Hylophilus ochraceiceps pallidipectus (Ridgway, 1903) Diese Unterart ist vom Norden von Honduras bis in den Nordwesten Panamas (Bocas del Toro) präsent.
- Hylophilus ochraceiceps pacificus Parkes, 1991 Diese Subspezies ist im Südosten Costa Rica sowie in Panama zu Hause.
- Hylophilus ochraceiceps nelsoni (Todd, 1929) ist nur im Osten Panamas anzutreffen.
- Hylophilus ochraceiceps bulunensis Hartert, 1902 Ihr Verbreitungsgebiet erstreckt sich vom Südosten Kolumbiens und den Nordwesten Ecuadors bis in den Nordwesten von Brasilien.
- Hylophilus ochraceiceps ferrugineifrons Sclater, PL, 1862 ist im Südosten Kolumbiens, dem Süden Venezuelas, im westlichen zentralen Guyana, Nordwesten Brasiliens, Ecuador und Peru heimisch.
- Hylophilus ochraceiceps viridior (Todd, 1929) Diese Unterart findet sich im Süden Perus und dem Norden Boliviens
- Hylophilus ochraceiceps luteifrons Sclater, PL, 1881 Diese Subspezies kann im Osten Venezuelas, die Guyanas und dem Norden Brasiliens beobachtet werden.
- Hylophilus ochraceiceps lutescens (Snethlage, E, 1914) Diese Unterart ist im nördlichen Zentral-Brasilien bis in den Süden des Amazonas beheimatet.
- Hylophilus ochraceiceps rubrifrons Sclater, PL & Salvin, 1867 Diese Subspezies kommt vom Nordosten Brasiliens bis in das südliche Amazonasbecken vor.

H. o. nelsoni unterscheidet sich nur sehr wenig von den benachbarten Unterarten H. o. pallidipectus und H. o. bulunensis und könnte ein Hybride sein. Die dunkeläugigen Unterarten H. o. rubrifrons und H. o. lutescens könnten zusammen eine eigenständige Art bilden.

## Lebensraum
Der Fuchsscheitelvireo ist wahrscheinlich ein Standvogel und lebt im Unterwuchs und den mittleren Bereichen immergrüner oder teilweise immergrüner feuchter Wälder von Meeresspiegelhöhe, in Mittelamerika bis in Höhen von 1200, in Panama ausnahmsweise auch bis in Höhen von 1550 Metern, aber in Ecuador nur in wesentlich niedrigeren Höhen. Er ernährt sich vor allem von Gliederfüßern, z. B. von Schaben, Raupen, Ameisen, Schmetterlingen, Laubheuschrecken und Spinnen, außerdem von kleinen Früchten. Fuchsscheitelvireos beteiligen sich oft an gemischten Vogelschwärmen zusammen mit Waldsängern und Tyrannen; in Belize besonders mit dem Karmesinkardinal (Habia rubica).
Über die Fortpflanzung der Vögel ist bisher wenig bekannt. Ein in Costa Rica untersuchtes Nest war napfförmig und bestand aus Pflanzenfasern und Moos. Die Nester werden in einer Höhe von einem bis sieben Metern auf einer waagerechten Astgabel gebaut. Das Gelege besteht für gewöhnlich aus zwei Eiern. Die Eier sind weiß und mit purpurnen und braunen Tupfern versehen. Eventuell brütet nur das Weibchen; beide Geschlechter füttern aber die Nestlinge, die bis zum Flüggewerden 13 bis 14 Tage im Nest bleiben.

## Gefährdung
Der Fuchsscheitelvireo gilt als ungefährdet und ist im größten Teil seines Verbreitungsgebietes relativ häufig, wird aber nicht häufig gesehen.